# Lodewijk van Ravensberg
Lodewijk van Ravensberg (overleden op 15 januari 1249) was van 1221 tot aan zijn dood graaf van Ravensberg.

## Levensloop
Lodewijk was een zoon van graaf Herman II van Ravensberg en diens echtgenote Jutta, dochter van landgraaf Lodewijk II van Thüringen. In 1221 erfde hij samen met zijn broer Otto II het graafschap Ravensberg. In 1226 beslisten de broers hun gezamenlijke domeinen onderling te verdelen. Hierbij kreeg Otto II de districten Vlotho en Vechta, terwijl Lodewijk de rest van het graafschap Ravensberg behield. Deze verdeling verzwakte het graafschap Ravensberg. 
In 1233 nam hij deel aan de Kruistocht tegen de Stedingers. In 1234 vocht hij in de Slag bij Altenesch. Ook voerde hij vetes tegen de heerlijkheid Lippe, het graafschap Tecklenburg, het graafschap Arnsberg, het prinsbisdom Osnabrück, het prinsbisdom Münster en het prinsbisdom Herford. In 1240 stichtte hij de Sparrenburcht in Bielefeld.
In 1244 stierf zijn broer Otto II, waarna Lodewijk terug in het bezit kwam van de districten Vlotho en Vechta. De districten werden echter ook opgeëist door Hendrik III van Tecklenburg, de echtgenoot van Otto's dochter Jutta. Lodewijk moest hierdoor tegelijkertijd vetes voeren tegen de graven van Tecklenburg om de burcht van Vlotho, tegen de graven van Waldeck, tegen de heren van Lippe en tegen de bisschop van Münster om de burcht van Rheda. In 1245 werd hij verslagen door het huis Tecklenburg en hun bondgenoten, waarna Lodewijk gevangen werd gezet. In 1246 werd er een vredesverdrag gesloten: Lodewijk moest 800 mark losgeld betalen, terwijl hij Vlotho verloor aan het graafschap Tecklenburg.
Lodewijk stierf in 1249. Hij werd als graaf van Ravensberg opgevolgd door zijn zoon Otto III.

## Huwelijk en nakomelingen
Op 17 april 1236 huwde Lodewijk met Gertrude (overleden in 1240), dochter van heer Herman II van Lippe. Ze kregen volgende kinderen:
- Hedwig (overleden in 1265), huwde met graaf Godfried van Arnsberg
- Jutta (overleden in 1282), huwde met graaf Hendrik II van Hoya
- Sophia (overleden in 1275), huwde met graaf Herman van Holte
- Gertrude (overleden in 1266), huwde met graaf Ludolf V van Steinfurt

In mei 1244 huwde hij met zijn tweede echtgenote Adelheid (overleden in 1263), dochter van graaf Adolf I van Dassel. Ze kregen drie kinderen:
- Otto III (1246-1305), graaf van Ravensberg
- Lodewijk (overleden in 1308), bisschop van Osnabrück
- Johan